# Прорыв 2-й и 5-й дивизий НОАЮ в Сербию
Прорыв 2-й Пролетарской и 5-й Краинской ударной дивизии НОАЮ в Сербию (сербохорв. Prodor 2. proleterske i 5. udarne divizije NOVJ u Srbiju) — наступательная операция Народно-освободительной армии Югославии (НОАЮ, партизаны), проведённая во время Второй мировой войны в Югославии так называемой Ударной группой в составе 2-й и 5-й дивизий, также известной как «группа Морачи», в период с 15 марта по 20 мая 1944 года. События операции включают военный поход, битвы и другие боевые действия партизан на территории Сербии от Лима до Ибара, в бассейне Студеницы, южнее Валева и при отступлении в Санджак.
Пресечение немецкими войсками прорыва Ударной группы осуществлялось в рамках операции «Камер-егерь» (нем. Unternehmen «Kammerjäger»). Благодаря радиоразведке, обеспечившей перехват и расшифровку радиосообщений НОАЮ, немецкое командование знало ход подготовки югославской операции и все решения Верховного штаба, которые принимались в ходе прорыва. Это позволило немцам своевременно принять меры по противодействию партизанским соединениям. В ожесточённой борьбе с Ударной группой немецким, болгарским и квислинговским оккупационным силам совместно с четниками удалось заблокировать путь партизанским дивизиям в Южную Сербию. Совершив рейд с тяжёлыми боями по Западной Сербии и потеряв пятую часть своего личного состава, Ударная группа была вынуждена, не достигнув поставленных целей, вернуться во второй половине мая 1944 года в Санджак.
Вместе с тем двухмесячный рейд 2-й и 5-й дивизий вызвал значительный приток пополнения в ряды сербских партизан, что позволило сформировать в Сербии в первой половине 1944 года 17 партизанских бригад, сведённых в мае — июне в пять дивизий. Обретённый в ходе операции опыт был учтён командованием НОАЮ при подготовке плана нового прорыва, одобренного Иосипом Брозом Тито 14 июня 1944 года.

## Предыстория
Капитуляция Италии вызвала масштабное расширение базы народно-освободительного движения Югославии, возглавлявшегося КПЮ, что привело к росту партизанских формирований. Вместе с тем коммунистическое руководство во главе с Иосипом Брозом Тито, опиравшееся на сербские массы, стремилось создать для себя надёжные позиции не только за пределами Сербии, но и в ней самой, так как Сербия расценивалась как ключевая земля для военно-политической развязки, ожидаемой в Югославии в конце войны. Тито считал, что Югославская армия на родине Дражи Михайловича (ЮВуО, четники) уже политически побеждена, однако опасался, что «реакционные клики за рубежом» будут продолжать отрицать притязания народно-освободительного движения на легитимность до тех пор, пока Михайлович контролирует сербскую сельскую местность. С учётом этого Тито возродил в начале октября 1943 года планы возвращения в Сербию, где партизанские силы после поражения народного восстания в конце 1941 года были крайне невелики и сосредотачивались преимущественно на южносербской территории. Немецкие операции в течение зимы 1943/1944 года, проводимые в центральной части Югославии, лишь временно отодвинули реализацию плана Тито и Верховного штаба НОАЮ о постепенном переносе центра тяжести боевых действий в восточную часть Югославии. Начальная фаза этого плана включала укрепление старого оплота партизан в Южной Сербии 2-й Пролетарской и 5-й Краинской ударной дивизиями, объединёнными для этой цели в специальное оперативное формирование, известное как Ударная группа. Руководство Ударной группой осуществлял военный совет во главе с командиром 5-й дивизии Милутином Морачей. В состав совета входили члены штабов двух дивизий, Благое Нешкович из Краевого комитета КПЮ в Сербии и один член Верховного штаба НОАЮ.

## Сербские четники в начале 1944 года. Сотрудничество с немцами
Согласно историку Гаю Трифковичу, к началу 1944 года силы ЮВуО в Сербии насчитывали 33 корпуса общей численностью от 20 тысяч до 35 тысяч вооружённых четников.
Стратегия ЮВуО предполагала начать всеобщее восстание в случае высадки западных союзников в Югославии. Полагая, что она произойдёт после падения режима Муссолини в Италии, Верховный главнокомандующий ЮВуО генерал Драголюб (Дража) Михайлович «подстегнул» действия своей армии. Однако, учитывая, что основная задача ЮВуО в Сербии заключалась в зачистке сельской местности от сторонников народно-освободительного движения, её антинацистские операции ограничились рядом громких акций. Сразу после получения известия о капитуляции Италии четники начали военные действия против немцев в Санджаке, где атаковали 12 сентября 1943 года гарнизон в Приеполе. Второй удар ЮВуО провела в Восточной Боснии, захватив в начале октября крупными силами местных и сербских четников города Вишеград и Рогатицу. При этом, кроме нанесения тяжёлых потерь подразделениям 369-й пехотной дивизии и хорватского домобранства, четники устроили массовые убийства мусульманского населения. Силами 5-й Краинской, а также 27-й и 17-й Восточно-Боснийской дивизий в период с 21 по 31 октября 1943 года четников вытеснили с занятой имим территории между Сараево и Вишеградом. Хотя операция в Восточной Боснии частично продемонстрировала приверженность ЮВуО делу антигитлеровской коалиции, британское военное и политическое руководство не были впечатлены активностью четников. Они требовали больше действий против вражеских коммуникаций в Сербии, а в отсутствие таковых «явно отворачивались от монархистов», всё больше увеличивая помощь НОАЮ. Вместе с тем генерал Михайлович считал, что любое продолжение военных действий против немецких оккупантов в то время, когда НОАЮ готовилась к крупному вторжению в Сербию, повлечёт за собой утрату его главной базы — Сербии, а следовательно, и поражение в войне с коммунистами. Как следствие, он обратился к единственной силе, чьи текущие задачи совпадали с его собственными, — к немцам.
Сближение четников с немцами стало возможным благодаря назначенному в октябре 1943 года специальному уполномоченному Министерства иностранных дел Германии на Юго-Востоке Европы Герману Нойбахеру, начавшему проводить новую политику объединения всех антикоммунистических сил под германской эгидой. При его поддержке между представителями командующего войсками на оккупированной территории Юго-Востока (нем. Militärbefehlshaber Südost) генерала Ханса Фельбера и Дражи Михайловича был подписан ряд письменных соглашений о сотрудничестве, ограниченных географически и по срокам действия. Как пишет Гай Трифкович, генерал Михайлович, осознавая последствия, держался в тени, но ранг и положение его четнических командиров, подписавших соглашения, не оставляли сомнений в том, что их действия были санкционированы высшим командованием. Среди подписантов были командующий силами ЮВуО в Санджаке и Юго-Западной Сербии Воислав Лукачевич, генеральный инспектор ЮВуО Еврем Симич, командующий Королевской горной гвардией Никола Калабич, а также командующий в Восточной Сербии Люба Йованович-Патак. В обмен на прекращение военных действий и готовность подчиняться немецкому командованию во время совместных антипартизанских операций четникам обещалась защита, медицинская помощь и ограниченное количество боеприпасов.

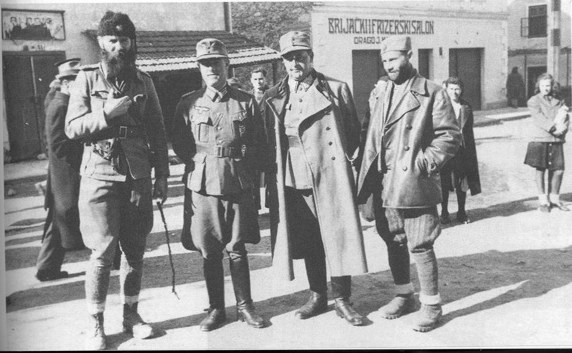
Командующий силами ЮВуО в Санджаке и Юго-Западной Сербии Воислав Лукачевич (слева) с немецкими офицерами, 1943 год

Соглашения о перемирии не удовлетворяли ни четническое, ни немецкое командование. Некоторые подразделения ЮВуО совершали спорадические атаки и диверсии против квислинговских и даже немецких войск. Не все положения исполнялись. В целом четники использовали соглашения в качестве прикрытие для укрепления своей организации и проникновения в администрацию Недича. Как следствие, во время состоявшегося 1 февраля 1944 года совещания Главнокомандующего на Юго-Востоке Европы фельдмаршала Максимилиана фон Вейхса и Нойбахера было установлено, что большинство четнических лидеров не выполняют условия соглашения и что из-за этого не только не следует продлевать соглашения, но и нужно снова оказывать военное давление на четников. Окончательным итогом стал приказ фон Вейхса от 23 февраля 1944 года, запретивший любое дальнейшее заключение соглашений с руководителями, подчинёнными Драже Михайловичу. В качестве исключения оставили в силе только соглашение с командующим в Санджаке и Юго-Западной Сербии Лукачевичем, при условии, что фон Вейхс оставит за собой право расторгнуть это соглашение, если лидеры четников в указанном районе не выполнят свои обязательства. Особая немецкая заинтересованность в сохранении соглашения с Лукачевичем объяснялась зависимостью от его помощи в целях предотвращения проникновения партизан в стратегически важный район Санджака и Юго-Западной Сербии.

## Замысел, подготовка операции и силы сторон

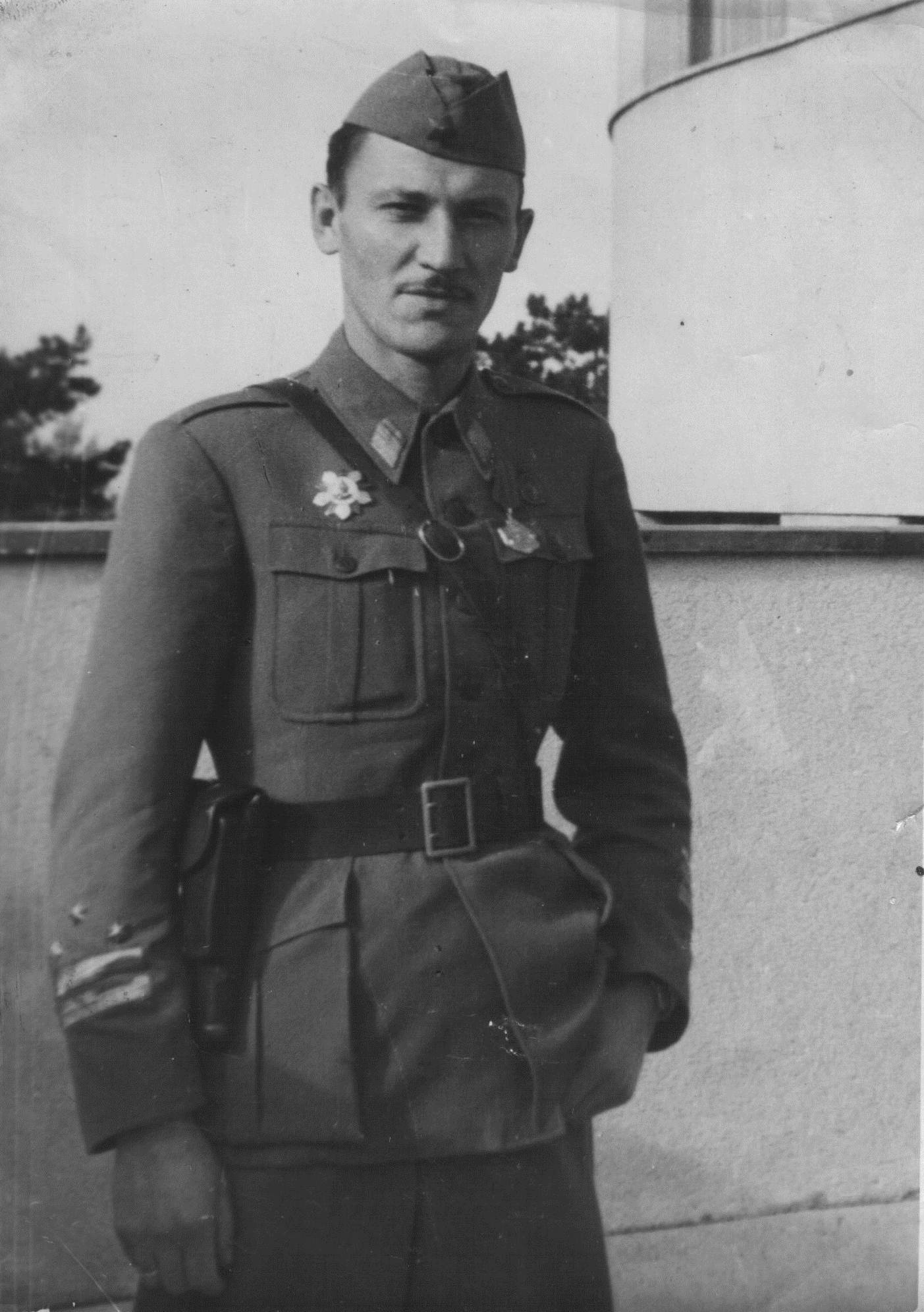
Милутин Морача

В рамках подготовки к переносу центра тяжести войны в Сербию, помимо концентрации соединений НОАЮ в Санджаке и Восточной Боснии, в качестве предварительного этапа Верховный штаб запланировал переброску своих сил на восток, чтобы создать там опорные пункты для приёма других партизанских частей и дальнейшего развития народно-освободительного движения. Эту задачу должны были выполнить 2-я Пролетарская и 5-я ударная дивизии путём проникновения из Санджака в Юго-Восточную Сербию, а 16-я и 17-я дивизии — путём наступления из Восточной Боснии и Западной Сербии. Для этого сначала 2-я и 5-я дивизии должны были форсировать Лим, а затем Ибар, чтобы прорваться в район Ябланицы и Топлицы. Затем 2-й и 5-й дивизиям надлежало создать совместно с сербскими, косовскими и македонскими частями НОАЮ свободную территорию между Ибаром, Западной Моравой, югославско — болгарской границей, Овче-Полем и Косово, которая послужила бы опорой для дальнейших наступательных операций. В свою очередь 16-я и 17-я дивизии после форсирования Дрины должны были пройти в Западную Сербию и создать оперативную базу для наступательных действий в направлении Шумадии с целью соединения с Шумадийским и Космайским партизанским отрядом.
В ходе подготовки операции 10 февраля 1944 года под Чайничем из 1-й Шумадийской и 1-й Южноморавской бригад сформировали 3-ю Сербскую ударную бригаду. Новую бригаду включили в состав 2-й Пролетарской дивизии с тем, чтобы на её основе после проникновения в Сербию создавать новые дивизии. В целом предназначенная к прорыву в Сербию Ударная группа насчитывала в составе своих шести бригад примерно 5 тысяч мотивированных ветеранов народно-освободительной войны. Начало операции зависело от улучшения погодных условий и поставки британскими союзниками необходимого оборудования для переправы через реки. К середине марта 1944 года терпение Тито было исчерпано. Он решил больше не ждать британской помощи, а обойтись подручными средствами и приказал Мораче начать операцию.
Вместе с тем, готовя в конце 1943 года прорыв в Сербию силами 2-го ударного корпуса с территории Черногории и Санджака, а также 3-го ударного из Восточной Боснии, Верховный штаб не знал, что его интенсивные радиопереговоры постоянно контролировались немецкой радиоразведывательной службой. Она фиксировала все директивы и приказы, адресованные корпусам и другим штабам, причастным к операции. Знание планов Верховного штаба НОАЮ позволяло германскому командованию на Юго-Востоке предпринимать меры по их пресечению. Так, с учётом знаний о партизанских планах в конце 1943 — начале 1944 года в центральных частях Югославии были проведены обширные зимние операции, в первую очередь «Кугельблиц» в Восточной Боснии, Черногории и Санджаке. Теперь же радиоразведка создала командующему войсками в Сербии генералу Фельберу особое преимущество в предстоящей борьбе с Ударной группой, позволив максимально использовать «скудные резервы и противостоять превосходящей мобильности противника собственными своевременными передвижениями».

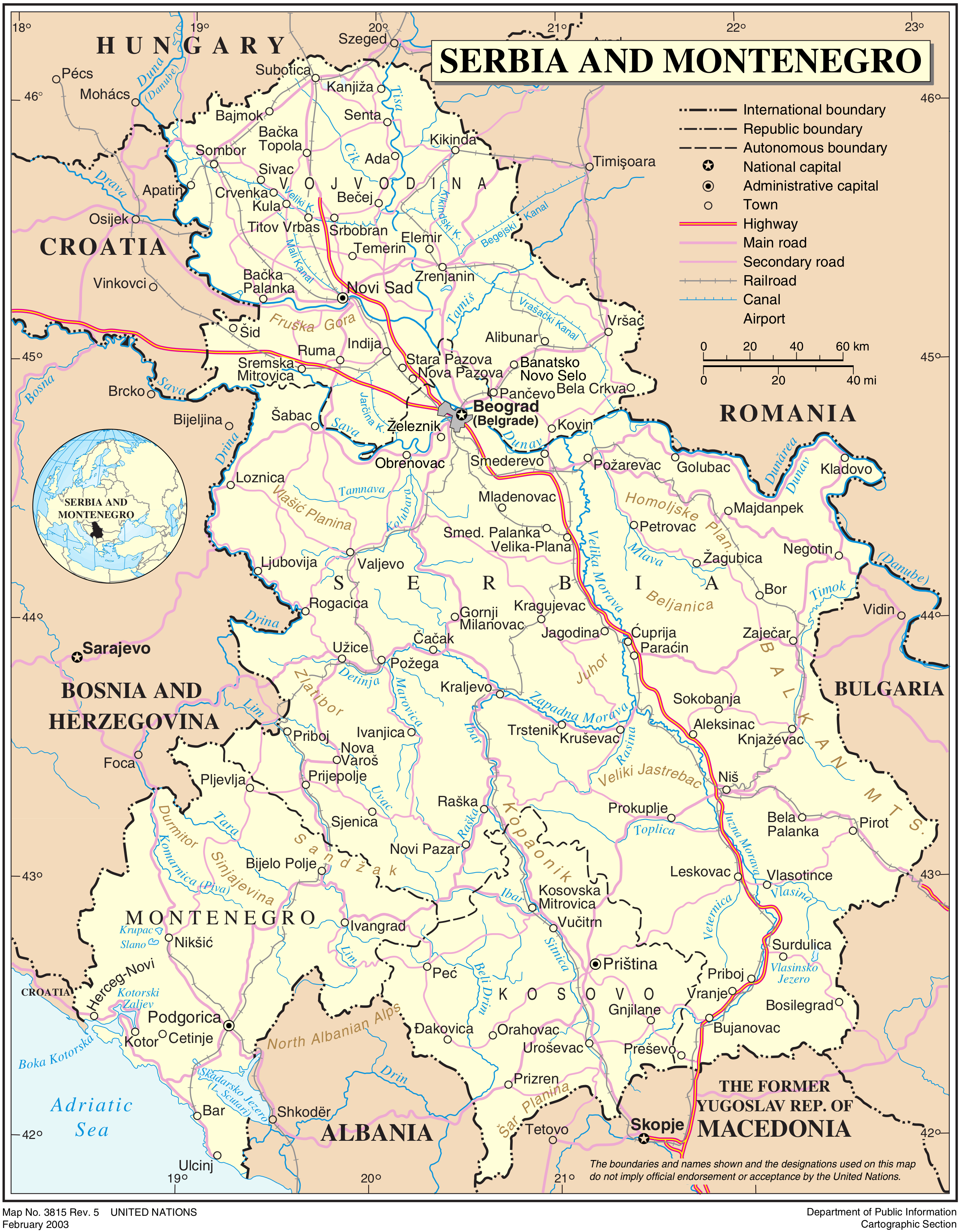
Сербия и Черногория на карте (состояние на 2003 год

К началу 1944 года численность немецких войск генерала Фельбера достигла рекордно низкого уровня. Его мобильные резервы были сокращены до одного бронетанкового и двух мотопехотных батальонов, а также одного моторизованного полицейского полка, которые мало подходили для действий в преимущественно холмистой и лесистой местности Западной и Центральной Сербии. Это небольшое ядро «метропольных» войск дополняли гораздо более многочисленные формирования немецких союзников и местных квислинговских вспомогательных войск: этнически смешанные полицейские силы высшего руководителя СС и полиции в Сербии бригадефюрера СС Августа Мейшнера, части Болгарского оккупационного корпуса, Русского охранного корпуса, Сербского добровольческого корпуса, Сербской государственной стражи и четники.
Несмотря на предупреждения радиоразведки, Фельбер был также вынужден отрядить часть своего мобильного резерва — 5-й полицейский полк (нем. Polizei-Regiment 5) и 3-й батальон 4-го полка дивизии «Бранденбург» — на краткосрочную оккупацию Венгрии в ходе операции «Маргарете», а оборону юго-запада Сербии первоначально оставить двум болгарским резервным дивизиям, частям Сербского добровольческого корпуса и четникам Лукачевича.

## Ход операции

### Форсирование Лима и прорыв к Ибару (15—27 марта)
В ночь с 14 на 15 марта 5-я дивизия прорвалась к Лиму и переправилась на правый берег. 3-я и 4-я бригады 2-й дивизии форсировали Лим в районе Рудо 17 марта. Ударная группа легко смела боевые дозоры четников вдоль Лима и двинулась через горные хребты на восток. 20 марта на совместном совещании штабов дивизий, в духе оперативного замысла Верховного штаба, было принято решение совершить «энергичный прорыв» в сторону Ибара в направлении Златибор — Явор — долина Студеницы, разбить там оккупационные и квислинговские силы, устранить вражескую власть и оказать политическое влияние на людей с целью мобилизации новых бойцов и организации партизанских отрядов там, где будут для этого условия. Благодаря зимней погоде и неудаче немецкой радиоразведки Ударной группе удалось уйти от преследовавших её шести болгарских батальонов. Только 2-й полк Сербского добровольческого корпуса (СДК) смог 26 марта вступить в бой с партизанами к юго-западу от Иваницы и оттеснить их на юг. Однако Ударной группе удалось сохранить общее направление марша на восток и затем 28 марта выйти в долину верхнего течения Студеницы.

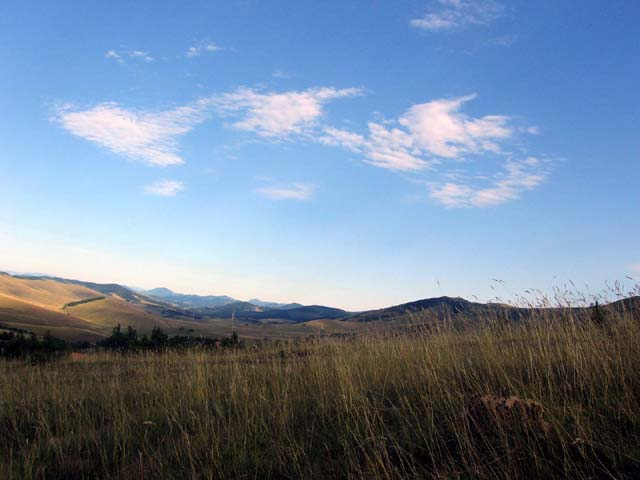
Златибор

В течение двух недель с начала операции партизаны достигли своей первой непосредственной цели — Ибара. 27 марта генерал Фельбер ответил на вторжение Ударной группы в долину Ибара приказом о начале немецкой антипартизанской операции под условным названием «Камер-егерь». В отличие от других подобных операций, её не ограничивали в пространстве и времени и собирались проводить пока «группа Морачи», как её называли немцы, не будет полностью уничтожена. В результате принятых мер была создана временная линия обороны в направлении с севера на юг вдоль течения Ибара. Её в основном укомплектовали одним полком Русского корпуса и тремя полками СДК. Партизанское наступление также возобновило процесс сближения между немцами и четниками. В ответ на вторжение коммунистов Дражи Михайлович приказал своим частям мобилизоваться, а действовавший к востоку от Ибара четнический воевода Драгутин Кесерович предложил помощь защитникам линии обороны Ибара.
Из-за нехватки резиновых лодок (они прибыли только в середине апреля, при этом без вёсел, что было воспринято партизанами как доказательство британской двуличности) Ударная группа в ночь с 30 на 31 марта 1944 года попыталась переправиться через реку через один из мостов, по которым проходила вторая по важности на Балканах железнодорожная линия, соединяющая Кралево со Скопье. Однако к этому времени вся долина Ибара уже была надёжно защищена. Атака была отбита почти везде с потерями для партизан. Небольшой плацдарм, который удалось создать после разгрома одного батальона немецкого 3-го добровольческого полицейского полка, быстро ликвидировали подоспевшие резервы. Убедившись в невозможности перехода через Ибар, Морача решил создать временную базу на северных склонах горы Голия, что по его замыслу дало бы возможность группе отдохнуть и пополнить ряды, оставаясь в пределах досягаемости своей цели. Однако этот план не удался. Страх перед репрессиями и жёсткая партизанская политика отвратили население от партизан. Более того, предположительно безопасное убежище быстро превращалось в смертельную ловушку ввиду угрозы, исходившей от сил операции «Камер-егерь».

### Боевые действия в бассейне Студеницы (1—19 апреля)

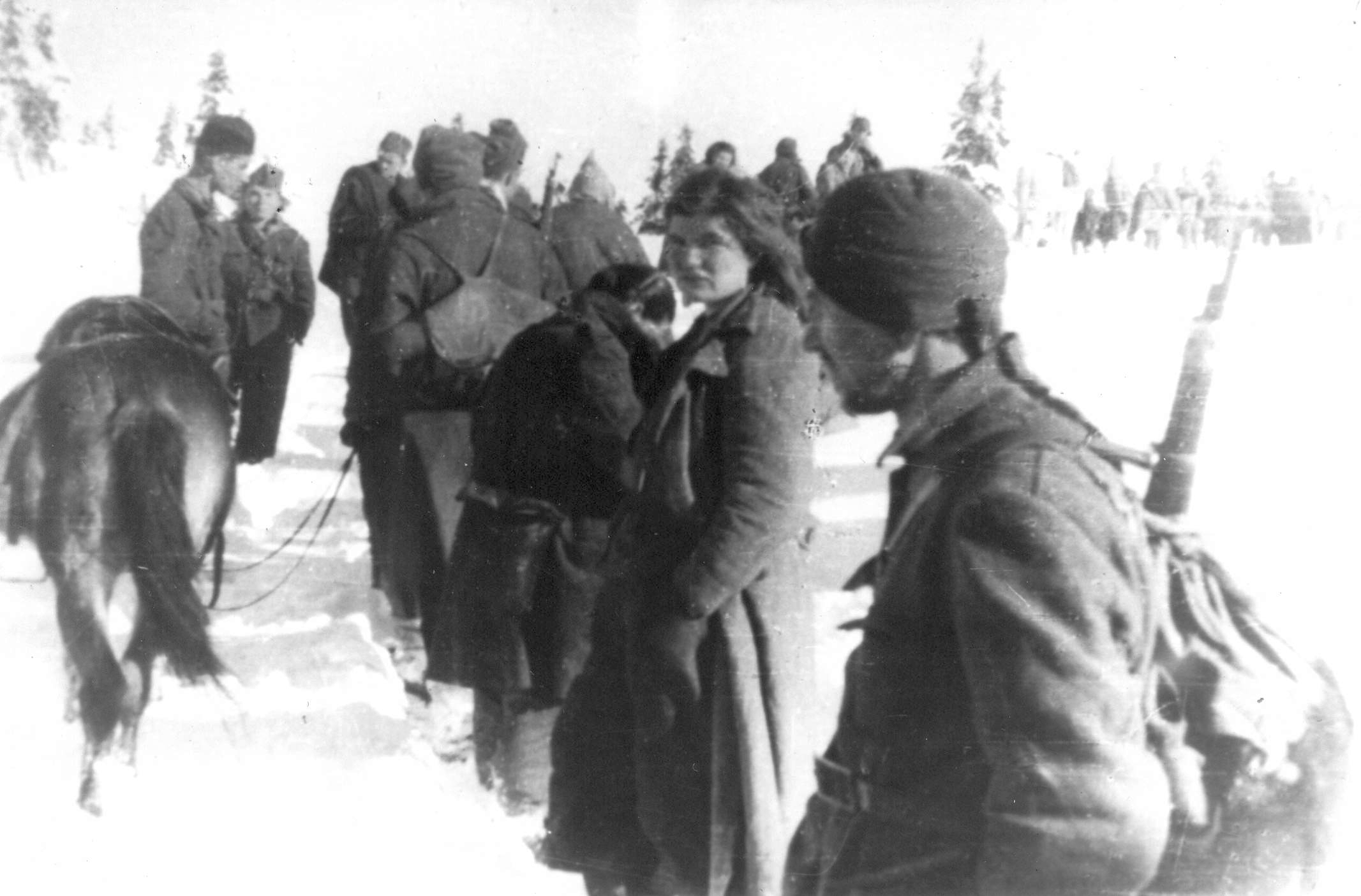
Бойцы 2-й Пролетарской бригады во время марша в Драгачеве, апрель 1944 года

Пребывая на Голии, штаб группы Морачи всё ещё надеялся на воздушные поставки союзников, которые облегчили бы новую попытку прорыва линии Ибара. Однако продвижение передовых частей противника по периметру занимаемого партизанами района заставило изменить эти планы. Немецкое командование сосредатачивало вокруг Ударной группы свои силы на концентрических направлениях из Ушче, Рашки, Сьеницы и Иваницы, чтобы окружить или оттеснить партизан на запад. Распознав эти намерения, штаб Ударной группы поручил 5-й дивизии активными действиями в районе Студеница — Иваница связать силы противника, растянуть их и разбить по частям. Одновременно 2-ю дивизию направили в сторону Драгачева, чтобы оказать давление на линии коммуникаций Иваница — Чачак и Кралево — Чачак. В боях с 1 по 19 апреля с превосходящими силами противника в долине Студеницы, на Драгачево и на подступах к Иванице Ударная группа лишь частично достигла поставленных целей. 9 апреля прибывший 4-й полк дивизии «Бранденбург» начал продвижение против северного фланга группы. 11 апреля продвижение бранденбуржцев переросло в совместную атаку всех задействованных антикоммунистических сил, целью которой было окружение группы Морача в районе Иваницы. Хотя окружение не удалось, 2-я и 5-я дивизии были вынуждены начать с 15 апреля отступление через Ужице в направлении к югу от Валева.

### Прорыв к Повлену и южнее Валева (21 апреля — 7 мая)
Переход Ударной группы в район севернее линии Ужице — Пожега в её критическом положении был единственно возможным, так как внешняя помощь могла прийти только из Восточной Боснии от 3-го корпуса НОАЮ. Командование группы разделило свои силы на две колонны. Первая, состоявшая из 2-й и 3-й бригад 2-й дивизии, двигалась в направлении Опаленик — Узичи — Повлен. Вторая, которую составили 4-я бригада 2-й дивизии, 1-я, 4-я и 10-я бригады 5-й дивизии, шла в общем направлении Чаетина — Кадиняча — Повлен. Марш начался 20 апреля 1944 года в обстановке, когда немецкие боевые группы, идущие из Иваницы и Сьеницы, в любую минуту угрожали перекрыть дорогу на запад. Вместе с тем «быстроногим партизанам» снова удалось вырваться и через пять дней достичь железнодорожной линии Вишеград — Ужице — Пожега. Генерал Фельбер, знавший план партизан, распорядился перебросить все имеющиеся войска по дорогам и поездами, чтобы заблокировать путь Ударной группе, однако его части запоздали. 26 апреля 2-я Пролетарская дивизия объявилась к востоку от Ужице и устроила засаду на ничего не подозревающий немецкий поезд, перевозивший персонал в отпуск, что привело к большим потерям у неприятеля. Затем дивизия продолжила свой марш на северо-запад, вступая по пути в столкновения с подразделениями СДК и дивизии «Бранденбург», и через три дня достигла села Варда. Поход 5-й Краинской дивизии осложняли раненые бойцы из обеих дивизий и присутствие к западу от Ужице объединённых немецко-болгарско-четнических сил, включая 500-й парашютно-десантный батальон СС. Однако, понеся в столкновениях с противником потери около 50 убитыми и 80 ранеными, 5-я дивизия всё же сумела воссоединиться со 2-й 29 апреля 1944 года.

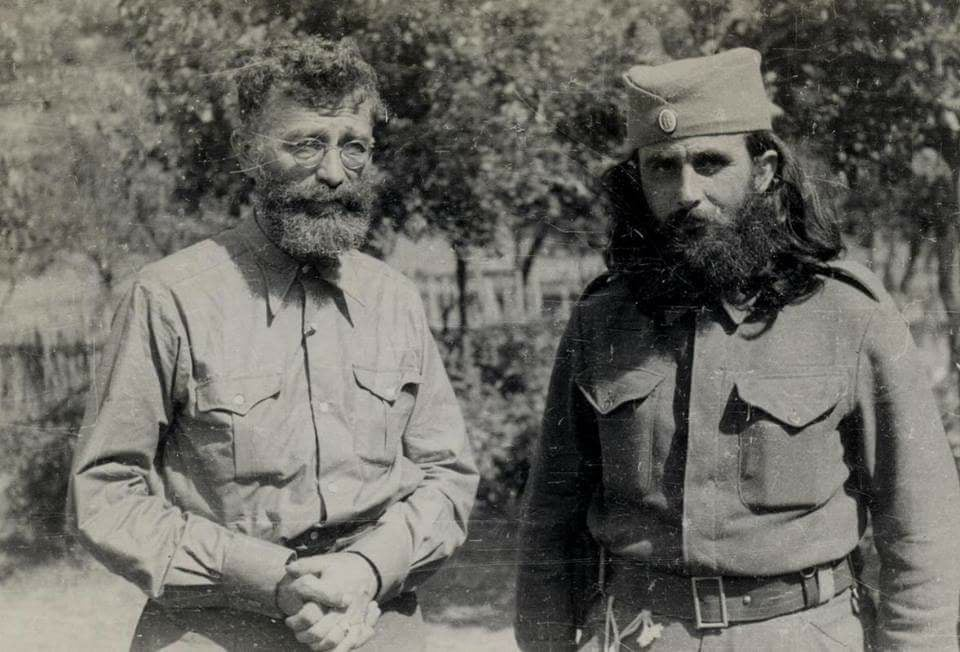
Генерал Дража Михайлович (слева) и командир Смедеревского корпуса Живан Лазович, 1944 год

В ходе десятидневных маршей и непрерывных боёв Ударная группа преодолела 160 км и впервые с 1941 года пробилась в Западную Сербию. Сюда же на соединение с группой должны были прорваться из Восточной Боснии 16-я и 17-я дивизии 3-го корпуса. Для этого им надо было предварительно преодолеть Дрину на участке Баина-Башта — Дриняча. Теперь 2-я и 5-я дивизии НОАЮ находились всего в нескольких километрах от Дрины. Немецкое командование видело реальную опасность соединения Морачи с дивизиями 3-го корпуса. 28 апреля Фельбер писал: «Битва против красных в Западной Сербии вот-вот решится. Теперь крайне важно, чтобы войска приложили все усилия». 1 мая на участке между Дриной и дорогой Пожега — Валево разгорелись ожесточённые бои, продолжавшиеся почти неделю. Главный удар сил операции «Камер-егерь» наносился на юге, где пять немецких батальонов, усиленных различными вспомогательными войсками и примерно тысячей четников, наступали на Варду из Ужице и Пожеги. Одновременно на севере и северо-западе, на склонах гор Повлен и Мален, партизаны вели неравные бои с примерно 5000 четников под командованием генерала Михайловича, находившегося на своей базе на Равна-Горе. Однако ожидания, что Ударная группа оттянет на себя силы противника от Дрины и облегчит форсирование 16-й и 17-й дивизиям, не оправдались. Немцы держали оборону Дрины и не допустили партизанского прорыва. В итоге югославское командование отказалось от переброски в Западную Сербию восточно-боснийских дивизий. Всё это время Морача и командиры Ударной группы искали выход из тяжёлого положения, не зная, где, когда и сможет ли вообще 3-й ударный корпус пробиться через Дрину. Наконец, 5 мая военный совет группы пришёл к согласию, что любое дальнейшее продвижение на север или северо-восток потерпит неудачу. Вместо этого было принято решение вернуться на юг с целью достичь простиравшейся у реки Дрины горы Тара, где, как надеялись командиры, их будет ждать 3-й корпус. Выставив арьергард, удержавший преследующих немцев на расстоянии «вытянутой руки», основные силы Ударной группы без особых трудностей преодолели в ночь с 6 на 7 мая болгарскую линию блокирования вдоль дороги Ужице — Баина-Башта.

### Отступление в Санджак (18—20 мая)
Прибыв на Тару, Морача снова созвал военный совет. Как пишет Гай Трифкович, Тара оказалась наихудшим возможным выбором, поскольку была малонаселённой. Здесь не было продовольствия для обеспечения бойцов. Сама местность, зажатая между двумя дорогами и крупной рекой, была слишком узкой для действий двух дивизий. Однако хуже всего было то, что в этом районе не было никаких следов 3-го корпуса. Учитывая большое количество раненых, острую нехватку боеприпасов и полное истощение личного состава после почти двух месяцев непрерывных маршей и боёв, совет сообщил Тито о своём намерении вернуться на Голию, а в случае продолжения наступления противника — пробиваться в Санджак на соединение со 2-м ударным корпусом. Этот вариант вызвал сопротивление члена Краевого комитета КПЮ в Сербии Благое Нешковича, поэтому Морача согласился разделить Ударную группу. По первоначальному плану 5-й Краинской дивизии надлежало совершить марш на юго-восток в одиночку, а две бригады 2-й Пролетарской дивизии пока оставались на Таре, чтобы через некоторое время направиться в Шумадию. Это решение отменили 11 мая, поскольку стало ясно, что у двух бригад было мало шансов оставаться незамеченными на Таре и ещё меньше — совершить марш в Центральную Сербию. К этому времени 5-я дивизия уже была на пути через Златибор и потеряла как физическую, так и радиосвязь со 2-й Пролетарской. В течение следующих нескольких дней 5-я Краинская дивизия вела упорные бои с немецкими батальонами и семью четническими корпусами, сохраняя открытым проход для пролетариев вокруг Сирогойно — Любиша. Благодаря решимости краинцев и большой доле удачи, обе дивизии воссоединились 15 мая 1944 года.

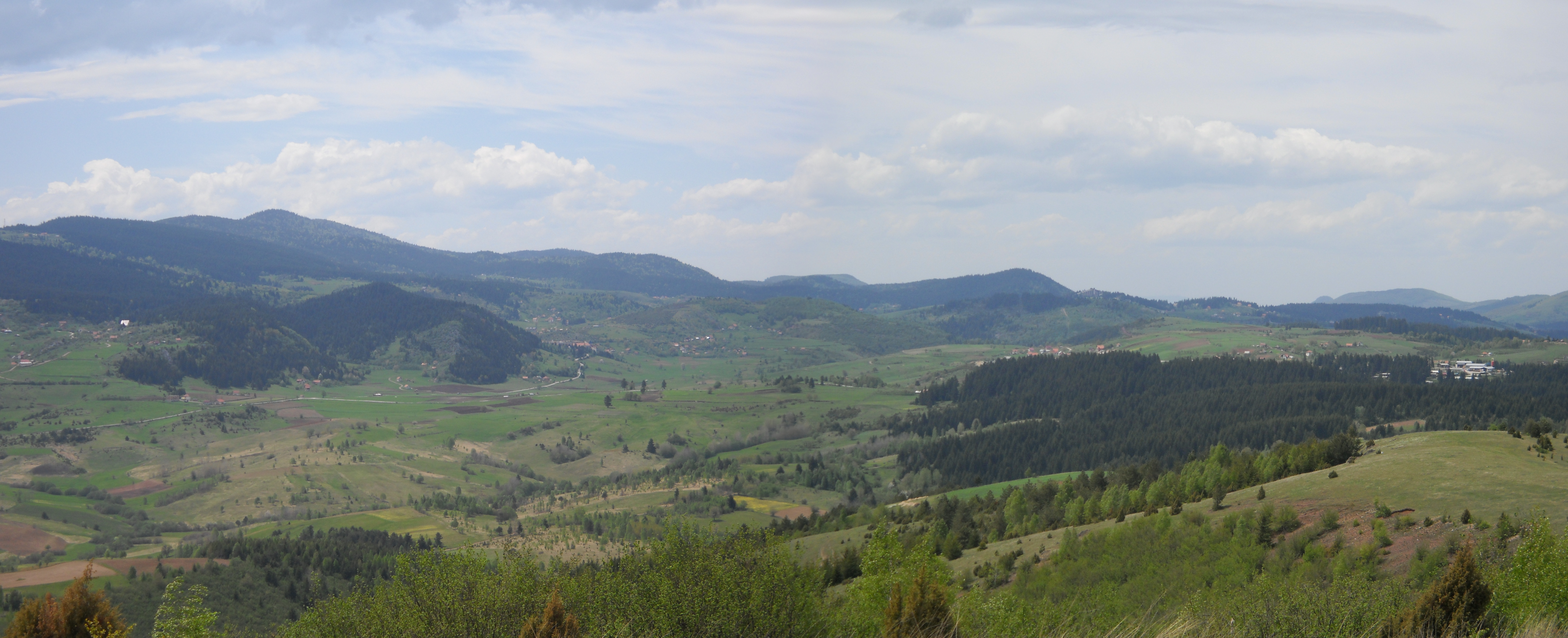
Златар

Это произошло в то время, когда немцы уже перебрасывали войска на дорогу Сьеница — Приеполе, бывшую последним препятствием между Ударной группой и партизанскими позициями в Санджаке. Морача намеренно выбрал место для пересечения дороги там, где противник ожидал партизан меньше всего: в нескольких километрах от главного гарнизона в Приеполе. Смелый выбор окупился. Начав вечером 18 мая спуск с горы Златар на пролегавшую внизу дорогу, все три бригады сумели перейти её к следующему дню. Затем Морача отправил вперёд одну из бригад c ранеными, а сам остался с двумя другими бригадами, чтобы отвлечь внимание немецких войск от 2-й дивизии, которая должна была переправиться ночью восточнее. В течение 19 и 20 мая краинцам удалось отразить на горе Ядовник атаки подразделений 2-го полка «Бранденбург», 5-го полицейского полка СС, черногорских четников и мусульманского ополчения Санджака. В этом им помогла одна черногорская бригада 2-го ударноого корпуса. Действия 5-й Краинской отвлекли на себя немецкие силы, и 2-я Пролетарская дивизия без труда пересекла дорогу и присоединилась 20 мая к остальной части Ударной группы в Бродарево. К концу следующего дня обе дивизии перешли через Лим на территорию, удерживаемую черногорскими партизанами.

## Последующие события (май — июнь 1944 года)

### На стороне НОАЮ
Почти сразу после завершения операции командование НОАЮ начало готовиться к новому прорыву в Сербию. Первоочередной задачей стало пополнение запасов измотанных дивизий и восполнение их тяжёлых потерь, понесённых в ходе рейда в Сербии. Уже 5 июня 1944 года штаб 2-го ударного корпуса телеграфировал Тито свои предложения в отношении будущих операций. Главное заключалось в том, чтобы следующий прорыв в Сербию был предпринят не менее чем пятью отдохнувшими и оснащёнными дивизиями под единым командованием. Удар снова предлагалось нанести из Санджака, а первыми оперативными целями были выбраны горы Златибор и Голия. Прорыв надлежало поддержать одновременными действиями через Дрину и Южную Сербию, а также из Македонии и Албании. 14 июня Тито одобрил план и пообещал отправить в Северную Черногорию необходимые припасы и 1-й Пролетарский корпус.

### Немецко-четническое сотрудничество
Учитывая опыт и преимущества сотрудничества с четниками в ходе операции «Камер-егерь», немецкое командование изначально решило «закрыть глаза» на случайные инциденты, по крайней мере в тех районах, где партизаны представляли непосредственную угрозу. Вместе с тем к концу мая всё вернулось к ситуации, наблюдавшейся за три месяца до этого: снова возросло количество четнических засад и рейдов за снабжением, что вынудило Фельбера прекратить всякую поддержку четников, «даже тех, кто сражался против коммунистов». Однако немцы отмечали признаки того, что последние изменения поведения четников были чисто косметическими и направленными на восстановление утраченного политического престижа в стране и за рубежом. Как пишет Гай Трифкович, тот факт, что старшие четнические командиры возлагали вину за большинство инцидентов на недисциплинированных подчинённых, указывало на желание ЮВуО продолжать синхронизировать операции с немецкими оккупационными властями. Конкретные шаги предпринимались в двух регионах, наиболее подверженных опасности со стороны партизан. К 23 мая четники согласились занять «передовую оборонительную зону» перед болгарскими гарнизонами на юго-западной границе Сербии. Тремя днями ранее в Нише местные представители Михайловича согласились «в принципе» принять участие в предстоящих операциях в Южной Сербии.

## Итоги
По заключению историка Гая Трифковича, первая с начала 1942 года попытка командования НОАЮ вернуть себе оперативную инициативу на территории Сербии закончилась «явным поражением» и не привела к полной катастрофе «только благодаря упорству и боевым навыкам ветеранов Морачи». Хотя партизаны проявили себя «достойно (немцы писали, что они сражались „фанатично“ и „до последнего патрона“)», ни одна из целей операции не была достигнута, а Ударная группа потеряла в процессе рейда пятую часть своего личного состава. Вместе с тем и у немецкого командования в Сербии было мало поводов для празднования, так как несмотря на недостаточную численность и огневую мощь, а также скомпрометированную радиосвязь, 2-й и 5-й дивизиям НОАЮ «удалось действовать в самом сердце Сербии в течение восьми недель».
Немецкие потери составили около 120 человек, болгарские — 180 человек, СДК — 358 человек. ЮВуО ввела в бой против партизанской Ударной группы большую часть своих сил. Её потери — 1171 человека, почти половина из которых были убиты — были самыми высокими среди всех формирований, сражавшихся на стороне немцев. Это число относится только к тем подразделениям, которые сражались вместе с немецкими частями. Потери четнических подразделений, действовавших «независимо» от немцев, оценивались как столь же тяжёлые.
Югославский военный историк Младенко Цолич называл задачу, поставленную Верховным штабом НОАЮ перед Ударной группой дивизий, очень трудной. Он отмечал, что «самое сложное было то, что враг всё знал. Он не только знал ход подготовки, но и был знаком со всеми решениями Верховного штаба, которые принимались в ходе подготовки и осуществления прорыва, при котором части 3-го ударного корпуса из Восточной Боснии и более слабые силы 2-го ударного корпуса из Санджака и Черногории взаимодействовали со 2-й и 5-я дивизией. Эти данные противник получил путём прослушивания и расшифровки радиосообщений. Именно поэтому немцы своевременно приняли соответствующие меры по противодействию усилиям частей НОАЮ».
Историк Миряна Зорич пишет, что сильное сопротивление немецких, болгарских, недичевских и четнических сил показало преждевременность прорыва Ударной группы в Сербию. Отмечая безжалостность, «с которой Тито вогнал своих солдат в эту, по сути, преждевременную операцию», историк Клаус Шмидер заключает, что с чисто военной точки зрения успех немецкого военного командования в Сербии в пресечении плана Тито укрепить сербские партизанские силы не позволял скрыть факт того, что два крупных соединения НОАЮ, действовавшие в центре немецкой военной власти на Западных Балканах в течение почти восьми недель, так и не были уничтожены. В немецких штабах объяснение этому было найдено и причиной неудач назвали недостатки в действиях болгарского оккупационного корпуса.
Историк Леонид Гибианский констатировал, что в результате ожесточённой борьбы с прорвавшейся Ударной группой оккупационным и квислинговским силам, а также четникам удалось заблокировать партизанским дивизиям путь в Южную Сербию. Однако «в самой Сербии этот двухмесячный рейд вызвал среди части населения заметную волну пропартизанских настроений и неприязненное отношение к тому, что в борьбе с партизанами четники сплошь и рядом действовали на местах даже не просто параллельно, а в непосредственном взаимодействии с оккупантами и квислинговцами». Как следствие, в отдельных местах усилился приток добовольцев в партизаские отряды, что позволило сформировать в первой половине 1944 года в Сербии 17 партизанских бригад, сведённых в мае — июне в пять дивизий. Эти партизанские силы частично контролировали значительную территорию на юге Сербии.

### Комментарии
1. ↑  Термином «партизаны» в контексте войны в Югославии в 1941—1945 годах обозначаются члены нерегулярных воинских формирований и участники вооружённого движения Сопротивления, руководимого КПЮ — НОАЮ[3]. Другая вооружённая сила движения Сопротивления в Югославии — Равногорское движение четников под руководством Драголюба Михайловича — с 15 ноября 1941 года называлась Югославской армией на родине (сербохорв. Jugoslovenska vojska u otadžbini, сокр. ЮВуО). Однако в народе их по-прежнему называли четниками. Этот термин принят и в историографии[4].
2. ↑  Квислинг/квислинги — имя нарицательное, происходящее от имени норвежского политика В. А. Квислинга, обозначающее лиц, сотрудничавших с немецкими и итальянскими оккупационными войсками во Второй мировой войне. Как правило, член правительства страны, сотрудничающей с оккупационной державой. Известными квислингами были: маршал Ф. Петен, Й. Антонеску, Йозеф Тисо, П. Лаваль, А. Павелич, М. Недич, Л. Рупник и др.[6].
3. ↑  Должность командующего войсками на Юго-Востоке Европы (нем. Militärbefehlshaber Südost) была введена 20/26 августа 1943 года и сохранялась до 7 октября 1944 года. Замещал её генерал пехоты Ханс-Густав Фельбер. Его зона ответственности как территориального командующего (нем. Territorialbefehlshaber) распространялась на Старую Сербию (включая Санджак с 23 апреля 1944 года), Албанию, Хорватию и Грецию, а в качестве командующего войсками — на Старую Сербию (включая Санджак с 10 сентября 1944 года). Фельбер был наделён всей полнотой военно-административной и исполнительной власти на Балканах. В то же время генерал Фельбер занимал должность командующего военной администрацией Сербии. Как военно-административный командующий на Юго-Востоке Фельбер подчинялся непосредственно начальнику Верховного командования вермахта фельдмаршалу Вильгельму Кейтелю, а в тактическом отношении — Главнокомандующему на Юго-Востоке фельдмаршалу Максимилиану фон Вейхсу[12][13].
4. ↑  Партизанское руководство с недоверием относилось к британскому союзнику. Их отношения до второй половины 1943 года Гай Трифкович характеризует как англо-партизанскую холодную войну, которая была прервана «медовым месяцем» конца 1943 — начала 1944 годов. За британцами закрепилась репутация «циничных империалистов, которые были вполне готовы саботировать борьбу против общего врага ради своих собственных узких интересов»[25].
5. ↑  Согласно сведениям из военного дневника Милутина Морачи, 27 апреля 1944 года 2-я Пролетарская бригада разрушила железнодорожные пути восточнее Ужице и сожгла станцию Узичи. В 5:30 утра того же дня движущийся из Ужице скорый поезд с около 150 неприятельскими солдатами (около 40 немцев, остальные болгары и недичевцы) наскочил на повреждённый участок, сошёл с рельсов и сразу был атакован партизанами. После ожесточённого часового боя противник сдался. Неприятельские потери составили около 46 убитых, в том числе 2 немецких офицера и 6 унтер-офицеров. В плен сдались 5 немцев, 40 болгар, 4 лётичевца, 1 жандарм и 42 недавно мобилизованных недичевца. Захвачен 1 пулемёт, 4 автомата, 45 винтовок, 15 пистолетов и боеприпасы. Часть оружия осталась в подожжённом поезде, так как бригада была вынуждена отступить перед подошедшими из Ужице танками противника[30].
6. ↑  Согласно повествованию Милутина Морачи, во 2-й Пролетарской дивизии разрядились электрические аккумуляторы, что привело к выходу из строя радиостанций. Связь между 2-й и 5-й дивизиями поддерживалась только через курьеров[36].